# Bem Bom
Bem Bom (portugiesisch für: ganz schön gut) ist ein Filmdrama und Musikfilm der portugiesischen Filmregisseurin Patrícia Sequeira aus dem Jahr 2020. Er ist ein freies Biopic über Doce, eine erfolgreiche portugiesische Girlgroup aus den frühen 1980er Jahren. Der Filmtitel bezieht sich auf das gleichnamige Lied, mit dem die Gruppe 1982 Portugal beim Eurovision Song Contest vertrat.

## Handlung
Vier junge Frauen werden 1979 gecastet, um eine Popgruppe zu bilden. Sie können singen, sie können tanzen, sie sind hübsch, und sie sorgen damit für Aufregung in Portugal. Während sich die einen über die Gruppe als sittlichen Skandal aufregen, bejubeln andere sie als modernes weibliches Pop-Phänomen.
Der Film zeichnet den Werdegang der erfolgreichen frühen Girlgroup auch hinter den Kulissen nach. Bei allem Erfolg haben die vier auch mit gesellschaftlichen Vorurteilen zu kämpfen und können sich im männerdominierten Musikgeschäft nur unter Mühen als selbstbestimmte Frauen durchsetzen. Ihre emanzipatorischen Ansätze werden dabei hinter dem vermarkteten Bild der begehrenswerten modernen Frauen nicht immer deutlich.

## Produktion
Der Film wurde von der portugiesischen Filmproduktionsgesellschaft Santa Rita Filmes produziert, unter finanzieller Beteiligung des öffentlich-rechtlichen Fernsehsenders RTP, des Energieunternehmens Galp, des Medienunternehmens MEO und der Lisboa Film Commission, der Film Commission der Stadt Lissabon.
Die Schauspielerinnen singen die originalen Lieder der Gruppe Doce hier selbst. Ihre Neueinspielungen erschienen im Juli 2021 auf der Soundtrack-CD zum Film bei Universal Music Portugal.

## Rezeption
Zunächst für den 26. November 2020 angekündigt und wegen der COVID-19-Pandemie in Portugal verschoben, kam der Film nach einer Vorpremiere am 2. Juli 2021 im Lissabonner Cineteatro Capitólio (im Parque Mayer) dann am 8. Juli 2021 in die portugiesischen Kinos, wo er mit 88.435 Besuchern ein Publikumserfolg wurde und zur erfolgreichsten Produktion des portugiesischen Kinos im Jahr 2021 wurde.
Er war danach für die wichtigsten portugiesischen Filmpreise in verschiedenen Kategorien nominiert und wurde dabei auch vielfach ausgezeichnet, so bei den Prémios Sophia und den CinEuphoria Awards, ebenso bei den Prémios Aquila und Prémios Fantastic.
Bem Bom erschien 2021 bei Cinemundo als DVD.
Am 13. August 2022 wurde Bem Bom erstmals im portugiesischen Fernsehen ausgestrahlt, bei RTP1.

## Fernseh-MiniserieDoce
Auf Grundlage des Films strahlte der erste Kanal des öffentlich-rechtlichen Fernsehens (RTP1), in deutlich längerer Fassung, die Miniserie Doce aus. Sie wurde ab dem 2. Oktober 2021 Samstag abends gesendet und setzte sich aus folgenden sieben Episoden zusammen:
- Folge 1: Amanhã de Manhã (Länge: 44:57), ausgestrahlt am 2. Oktober 2021
- Folge 2: Depois de Ti (Länge: 42:23), ausgestrahlt am 9. Oktober 2021
- Folge 3: OK KO (Länge: 48:32), ausgestrahlt am 16. Oktober 2021
- Folge 4: É Demais (Länge: 44:35), ausgestrahlt am 23. Oktober 2021
- Folge 5: Bem Bom (Länge: 51:27), ausgestrahlt am 30. Oktober 2021
- Folge 6: Quente Quente Quente (Länge: 51:21), ausgestrahlt am 6. November 2021
- Folge 7: Rainy Day (Länge: 53:54), ausgestrahlt am 13. November 2021